# Бученков, Алексей Николаевич
Алексей Николаевич Бученков (15 сентября 1916, Володино, Гжельская волость, Богородский уезд, Московская губерния, Российская империя — 14 ноября 2000, Москва, РФ) — советский и российский библиограф-краевед и библиографовед.

## Биография
Родился 15 сентября 1916 года в Володино в семье крестьянина-середняка Николая Васильевича Бученкова, дед — Василий Прокофьевич Бученков работал сельским старостой и пользовался уважением жителей села. Кроме того, у родителей было ещё пятеро детей и они также получили высшее образование. В 1931 году переехал в Москву и учился на токаря, слесаря, технического конторщика и пекаря. Ему удалось освоиться только в пекарном деле и он работал в различных пекарнях Москвы. В 1935 году поступил на библиографический факультет МГБИ, который он окончил в 1939 году, вскоре после этого переехал в Якутию, где с 1939 по 1946 год работал в Якутской республиканской библиотеке имени А. С. Пушкина, где он занимал должность главного библиографа и заведовал справочно-библиографическим  и научно-методическим отделами  В 1941 году в связи с началом ВОВ был призван в РККА, однако он во время прохождения службы тяжело заболел и в 1942 году  был демобилизован по состоянию здоровья. В 1946 году поступил на аспирантуру МГБИ, который окончил в 1949 году. В 1949 году пришел на работу в Центральную политехническую библиотеку при всесоюзном обществе «Знание» на должность главного библиографа. В 1957 году работал в ГБЛ, где занимал должности главного библиографа, старшего научного сотрудника и заведующего группой краеведческой работы библиотек вплоть до 1976 года. В 1976 году вышел на пенсию в связи с исполнением 60-летия, но занимался научной деятельностью вплоть до смерти.
Скончался 14 ноября 2000 года в Москве.

## Научные работы
Основные научные работы посвящены проблемам краеведческой работы библиотек, а также организации, теории и методики краеведческой библиографии. Автор свыше 100 научных работ, а также первого монографического исследования библиографии Сибири.
- Инициатор и разработчик "Положения о краеведческой работе областных и республиканских библиотек".
- Подвёл итоги развития краеведческого библиографоведения начиная с середины XIX века и заканчивая концом 1980-х годов.